# Mexicali, Baja California
Mexicali este un oraș din și capitala statului mexican Baja California. Are peste 900.000 de locuitori.

## Clima
| Date climatice pentru Mexicali (1951-2010) | Date climatice pentru Mexicali (1951-2010) | Date climatice pentru Mexicali (1951-2010) | Date climatice pentru Mexicali (1951-2010) | Date climatice pentru Mexicali (1951-2010) | Date climatice pentru Mexicali (1951-2010) | Date climatice pentru Mexicali (1951-2010) | Date climatice pentru Mexicali (1951-2010) | Date climatice pentru Mexicali (1951-2010) | Date climatice pentru Mexicali (1951-2010) | Date climatice pentru Mexicali (1951-2010) | Date climatice pentru Mexicali (1951-2010) | Date climatice pentru Mexicali (1951-2010) | Date climatice pentru Mexicali (1951-2010) |
| Luna                                       | Ian                                        | Feb                                        | Mar                                        | Apr                                        | Mai                                        | Iun                                        | Iul                                        | Aug                                        | Sep                                        | Oct                                        | Nov                                        | Dec                                        | Anual                                      |
| ------------------------------------------ | ------------------------------------------ | ------------------------------------------ | ------------------------------------------ | ------------------------------------------ | ------------------------------------------ | ------------------------------------------ | ------------------------------------------ | ------------------------------------------ | ------------------------------------------ | ------------------------------------------ | ------------------------------------------ | ------------------------------------------ | ------------------------------------------ |
| Maxima medie °C (°F)                       | 20.5 (68,9)                                | 23.0 (73,4)                                | 26.0 (78,8)                                | 29.7 (85,5)                                | 35.0 (95)                                  | 40.0 (104)                                 | 42.3 (108,1)                               | 41.5 (106,7)                               | 38.7 (101,7)                               | 32.5 (90,5)                                | 25.3 (77,5)                                | 20.4 (68,7)                                | 31,2 (88,2)                                |
| Media zilnică °C (°F)                      | 13.1 (55,6)                                | 15.3 (59,5)                                | 18.0 (64,4)                                | 21.3 (70,3)                                | 25.8 (78,4)                                | 30.5 (86,9)                                | 33.9 (93)                                  | 33.5 (92,3)                                | 30.4 (86,7)                                | 24.3 (75,7)                                | 17.5 (63,5)                                | 13.1 (55,6)                                | 23,1 (73,6)                                |
| Minima medie °C (°F)                       | 5.8 (42,4)                                 | 7.6 (45,7)                                 | 10.0 (50)                                  | 12.8 (55)                                  | 16.7 (62,1)                                | 20.9 (69,6)                                | 25.6 (78,1)                                | 25.5 (77,9)                                | 22.1 (71,8)                                | 16.1 (61)                                  | 9.8 (49,6)                                 | 5.7 (42,3)                                 | 14,9 (58,8)                                |
| Minima istorică °C (°F)                    | −7 (19)                                    | −3.5 (25,7)                                | −0.9 (30,4)                                | 0.0 (32)                                   | 6.0 (42,8)                                 | 9.1 (48,4)                                 | 13.5 (56,3)                                | 14.5 (58,1)                                | 8.0 (46,4)                                 | 0.3 (32,5)                                 | −1.5 (29,3)                                | −8 (17,6)                                  | −8 (17,6)                                  |
| Ploaie mm (inches)                         | 10.6 (0.417)                               | 7.2 (0.283)                                | 5.8 (0.228)                                | 1.6 (0.063)                                | 0.5 (0.02)                                 | 0.2 (0.008)                                | 3.8 (0.15)                                 | 10.1 (0.398)                               | 7.5 (0.295)                                | 8.4 (0.331)                                | 4.9 (0.193)                                | 10.3 (0.406)                               | 70,9 (2,791)                               |
| Nr. mediu de zile ploioase (≥ 0.1 mm)      | 2.7                                        | 2.2                                        | 2.1                                        | 0.7                                        | 0.3                                        | 0.1                                        | 1.0                                        | 1.3                                        | 1.1                                        | 1.1                                        | 1.2                                        | 2.2                                        | 16,0                                       |
| Sursă: Servicio Meteorológico Nacional     |                                            |                                            |                                            |                                            |                                            |                                            |                                            |                                            |                                            |                                            |                                            |                                            |                                            |